# جينس كلاكنبرغ
جينس كلاكنبرغ مواليد 1951 (بالإنجليزية: Jens Klackenberg)‏ هو عالم نبات سويدي.